# Thanh minh
Bài này nói về một trong hai mươi tư tiết khí trong lịch Trung Quốc. Các nghĩa khác, xem Thanh Minh (định hướng).
Tiết Thanh minh (tiếng Hán: 清明; bính âm: ‘‘qīngmíng’’) là một khái niệm trong công tác lập lịch của các nước phương Đông chịu ảnh hưởng của nền văn hóa Trung Hoa cổ đại. Nó là một trong số hai mươi tư tiết khí của các lịch Trung Quốc, Đài Loan, Việt Nam, Nhật Bản, Triều Tiên.
Vì lịch của người Trung Quốc, cũng như Việt Nam cổ đại, bị nhiều người lầm tưởng là âm lịch thuần túy nên rất nhiều người cho rằng nó được tính theo chu kỳ của Mặt Trăng quay xung quanh Trái Đất. Trên thực tế lịch Trung Quốc cổ đại là một loại âm dương lịch nên nếu giải thích theo thuật ngữ của lịch hiện đại ngày nay (lịch Gregory) thì nó được tính theo vị trí của Trái Đất trong chu kỳ chuyển động trên quỹ đạo của mình xung quanh Mặt Trời. Nếu tính điểm xuân phân là gốc (kinh độ Mặt Trời bằng 0°) thì điểm diễn ra hay bắt đầu tiết Thanh minh là kinh độ Mặt Trời bằng 15°. Do vậy, tiết Thanh minh thực tế được tính theo cách tính của dương lịch hiện đại và nó thông thường bắt đầu vào ngày 4 hoặc 5 tháng 4 dương lịch (Bắc bán cầu) và 8 hay 9 tháng 10 (Nam bán cầu) tùy theo từng năm.
Theo quy ước, tiết thanh minh là khoảng thời gian bắt đầu từ khoảng ngày 4 hay 5 tháng 4 khi kết thúc tiết xuân phân và kết thúc vào khoảng ngày 20 hay 21 tháng 4 trong lịch Gregory theo các múi giờ Đông Á khi tiết Cốc vũ bắt đầu.

## Từ nguyên
Chữ Hán: 清明, thanh (清) trong thanh lọc, thanh khiết, mang nghĩa là "sạch sẽ" hay "trong lành", không phải thanh (青) mang nghĩa là "màu xanh lam", minh (明) mang nghĩa là "tươi sáng".

## Thời tiết
Xét về mặt thời tiết, khí hậu thì từ thời điểm này trở đi ở miền Bắc Việt Nam, do ảnh hưởng của luồng gió mùa đông-bắc đã yếu, gió đông-nam đã mạnh dần lên và mưa phùn đã gần như chấm dứt hẳn. Điều này làm mất đi hiện tượng nồm (hiện tượng làm hơi nước ngưng tụ lại trên bề mặt các đồ vật tiếp giáp gần với mặt đất cũng như nhà cửa) và tiết trời trở nên trong sáng, dễ chịu hơn do nhiệt độ đã lên cao và độ ẩm giảm xuống. Tuy nhiên, gần như vẫn chưa có mưa rào để bắt đầu cho mùa mưa. Mưa rào thường diễn ra gần tiết Cốc vũ.

## Tết Thanh minh
Từ thời nhà Thanh, sau khi sửa đổi lịch thì tết Thanh Minh diễn ra vào ngày tiết Thanh minh. Tại Trung Quốc, Đài Loan, Hồng Kông và Ma Cao thì tết này là một ngày quốc lễ. Còn ở các khu vực khác ở Đông Á thì không. Nói đến Tết Thanh minh thì bao giờ người ta cũng nghĩ đến lễ tảo mộ và hội đạp thanh. Tại Việt Nam cộng đồng người gốc Hoa ăn tết này theo ngày tiết Thanh minh như Trung Quốc. Thường thì họ sẽ lấy ngày 4/4 dương lịch (hay ngày 5/4 dương lịch nếu năm đó nhuận tháng 2 có ngày 29 - Năm có số năm chia hết cho 4, ví dụ: 2016, 2020...) là ngày chính để cúng Thanh minh, còn việc cúng vào ngày nào là tùy thuộc mỗi gia đình.Ngày Thanh minh là một yếu tố quan trọng để xác định ngày Tết Nguyên Đán cũng như xác định tháng nhuận trong âm lịch Trung Quốc v.v.
Quy tắc đó là: khoảng 60 ngày. Tính theo âm lịch, nó luôn rơi vào khoảng từ sớm nhất là giữa tháng Mão (tháng Hai) đến muộn nhất là giữa tháng Thìn (Tháng Ba).

### Tảo mộ

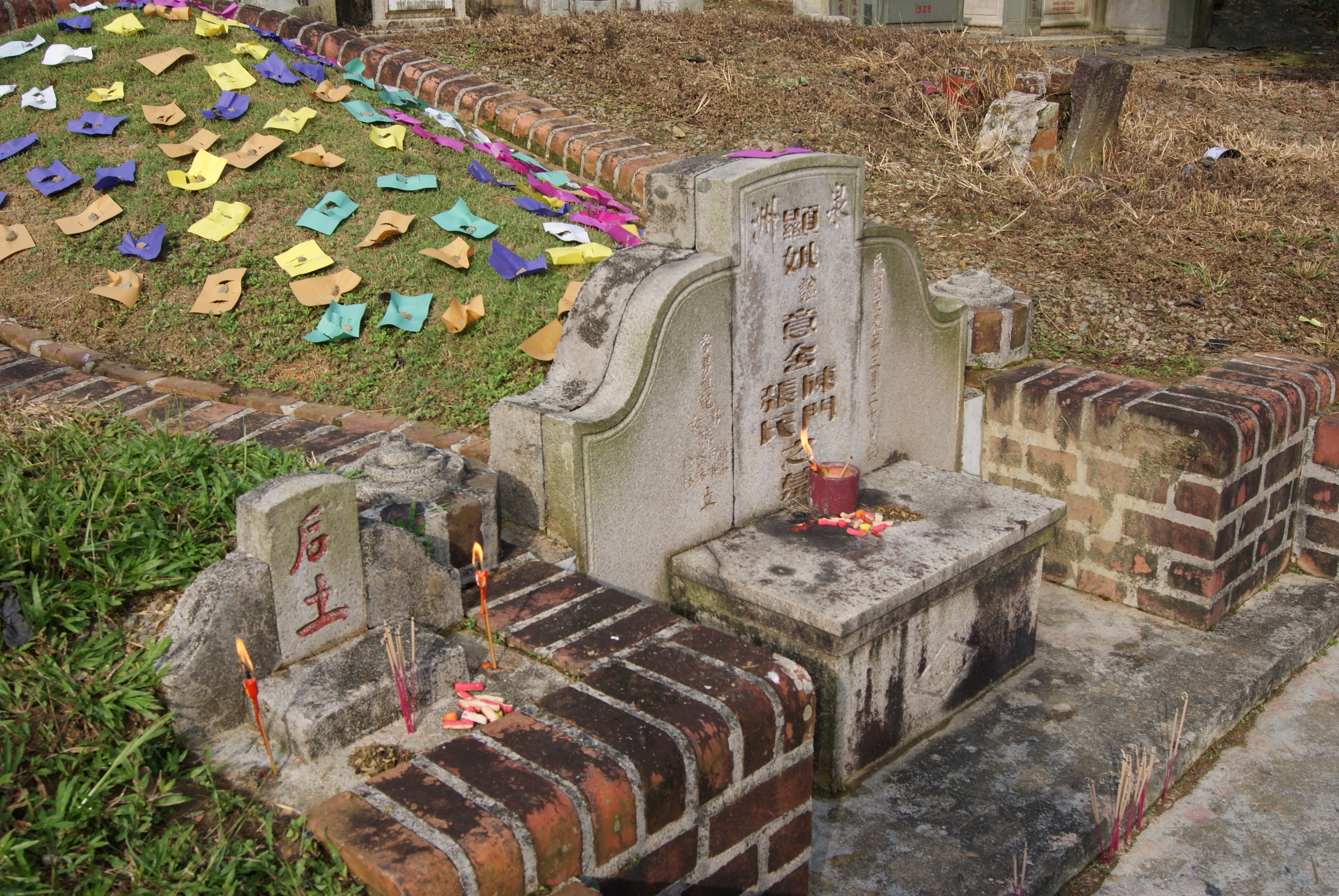
Giấy ngũ sắc (5 màu) trên những ngôi mộ tại Singapore

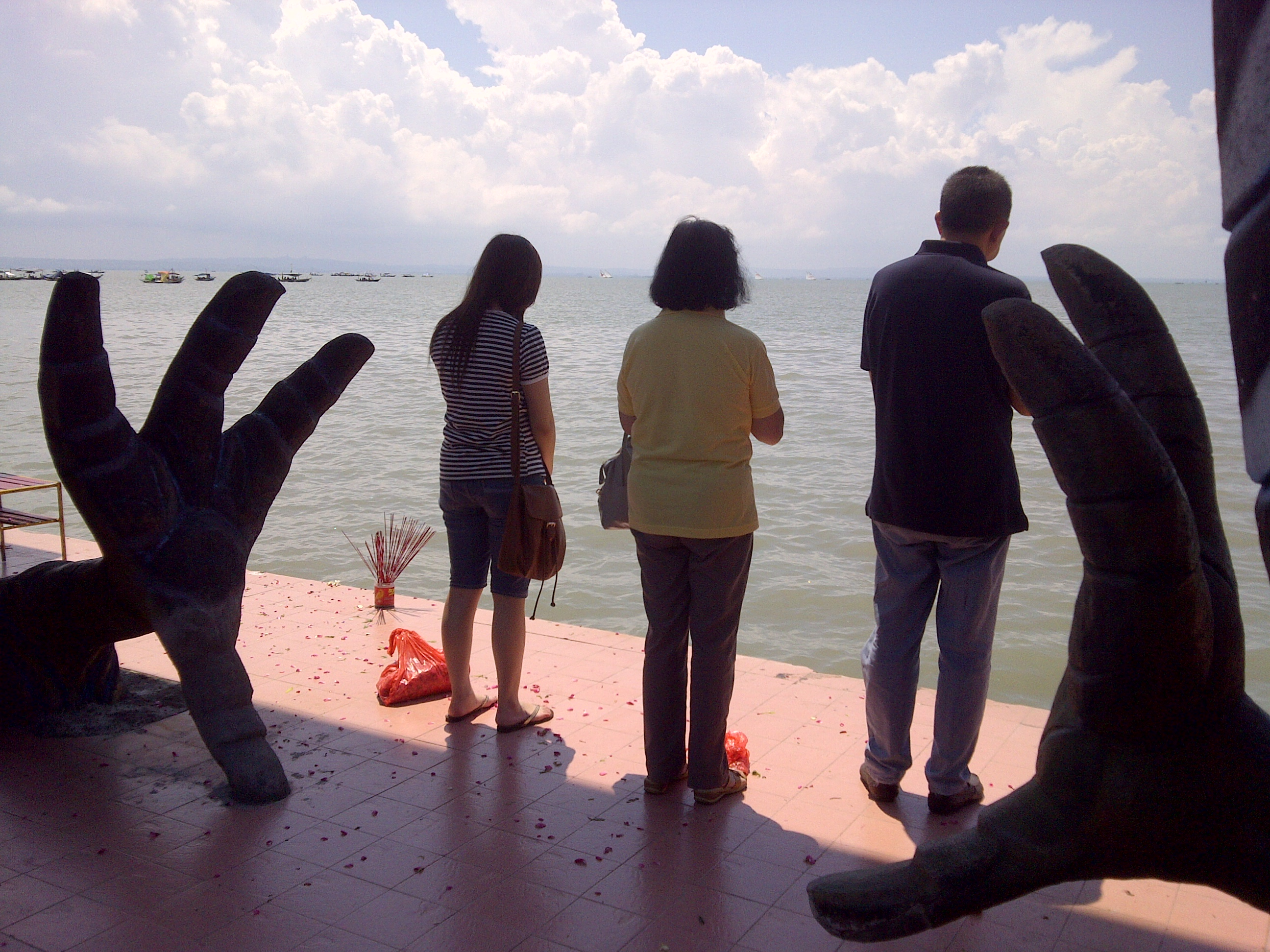
Một gia đình người Indonesia gốc Hoa đang tưởng niệm những người thân qua đời

Nhân ngày Thanh minh, người dân các nước có nền văn hóa tương đồng và chịu ảnh hưởng của nền văn minh Trung Hoa đều có tục đi tảo mộ gia tiên và làm lễ cúng gia tiên sau cuộc tảo mộ.
Công việc chính của tảo mộ là sửa sang các ngôi mộ của tổ tiên cho được sạch sẽ. Nhân ngày Thanh minh, người ta mang theo xẻng, cuốc để đắp lại nấm mồ cho đầy đặn, rẫy hết cỏ dại và những cây hoang mọc trùm lên mộ cũng như tránh không để cho các loài động vật hoang dã như rắn, chuột đào hang, làm tổ mà theo suy nghĩ của họ là có thể phạm tới linh hồn người đã khuất. Sau đó, người tảo mộ thắp vài nén hương, đốt vàng mã hoặc đặt thêm bó hoa cho linh hồn người đã khuất. Trong ngày Thanh minh, khu nghĩa địa trở nên đông đúc và nhộn nhịp. Các cụ già thì lo khấn vái tổ tiên nơi phần mộ. Trẻ em cũng được theo cha mẹ hay ông bà đi tảo mộ, trước là để biết dần những ngôi mộ của gia tiên, sau là để tập cho chúng sự kính trọng tổ tiên qua tục viếng mộ. Những người quanh năm đi làm ăn xa cũng thường trở về vào dịp này (có thể sớm hơn một, hai ngày vì nhiều lý do khác nhau) để tảo mộ gia tiên và sum họp với gia đình. Bên cạnh những ngôi mộ được trông nom, chăm sóc cẩn thận, còn có những ngôi mộ vô chủ, không người thăm viếng. Những người đi viếng mộ thường cũng cắm cho các ngôi mộ này một nén hương.

### Hội đạp thanh
Trước đây, nam nữ thanh niên cũng nhân dịp này để du xuân nên mới có tên gọi hội đạp thanh (tức giẫm lên cỏ). Ngày nay, ở Việt Nam lễ hội này có lẽ không còn, nhưng ở Trung Quốc thì một vài nơi vẫn còn duy trì.

## Trong văn học

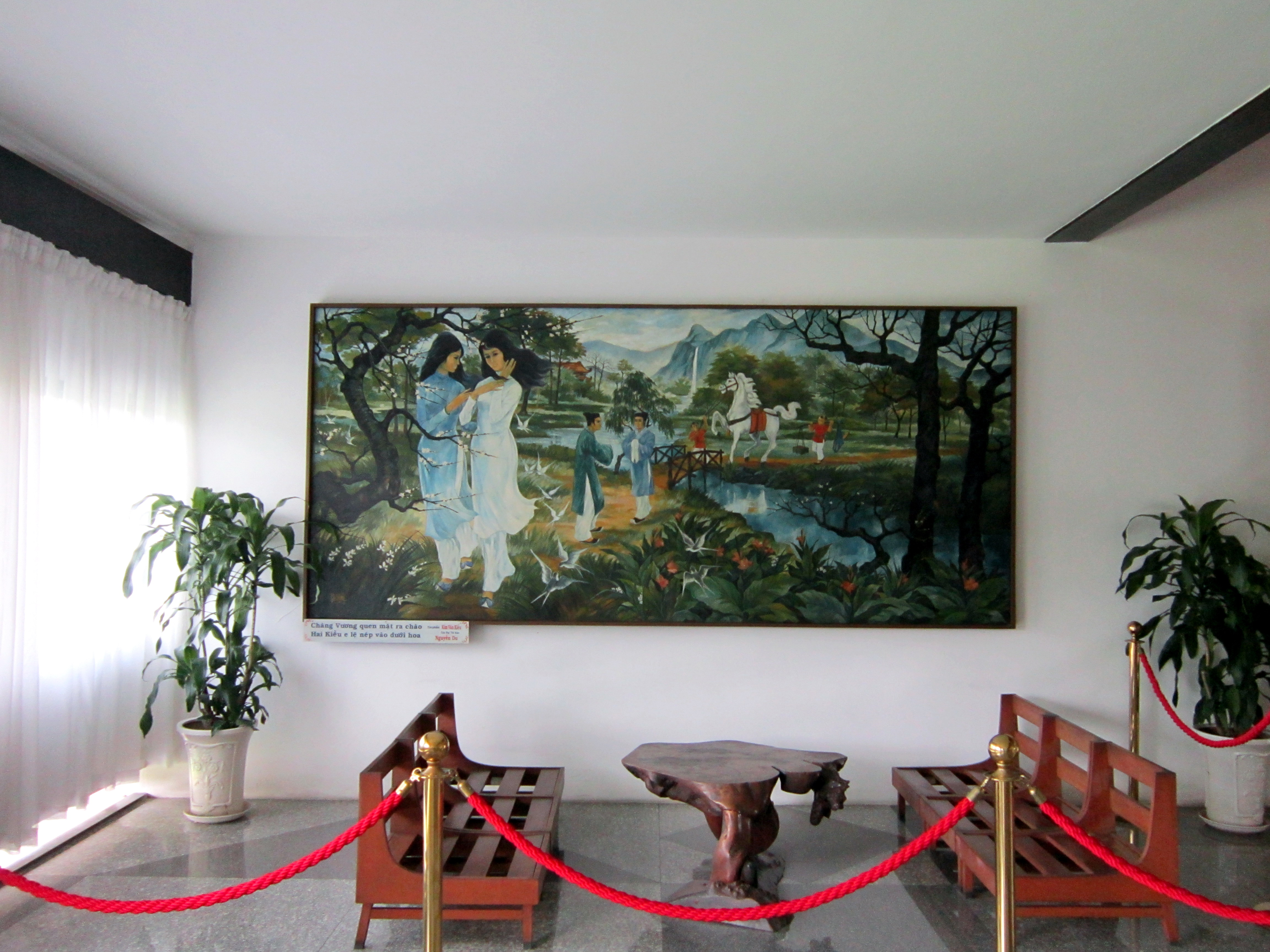
Tranh miêu tả cảnh chị em Thúy Kiều gặp Kim Trọng trong ngày Tết Thanh minh của họa sĩ Lê Chánh, được treo ở lầu 3 của dinh Độc Lập cũ

Nếu tính tiết Đông chí là gốc thì tiết Thanh minh cách tiết này khoảng 105 ngày, còn nếu tính tiết Lập xuân là gốc thì nó cách tiết này khoảng 60 ngày. Tính theo âm lịch, nó rơi vào khoảng từ sớm nhất là giữa tháng Mão (tháng Hai) đến muộn nhất là giữa tháng Thìn (Tháng Ba). Cho nên, Nguyễn Du trong Truyện Kiều mới có câu:
Ngày xuân con én đưa thoi
Thiều quang chín chục đã ngoài sáu mươi
Cỏ non xanh tận chân trời
Cành lê trắng điểm một vài bông hoa
Thanh minh trong tiết tháng Ba
Lễ là tảo mộ, hội là đạp thanh
Gần xa nô nức yến anh
Chị em sắm sửa bộ hành chơi xuân...